# Bakrotisak
Bakrotisak (njem. Kupferdruck, eng. copper-plate printing) je tiskarska tehnika izravnog dubokog tiska. Ime je dobila po osnovnom materijalu od kojeg se izrađuje tiskovna forma, bakru.
Tiskovna forma može se napraviti mehaničkih putem (graviranjem), kemijskim putem (jetkanjem) ili elektromehaničkim putem (heliogravura). U novije vrijeme tiskovnu formu moguće je izraditi računalom upravljanom laserskom zrakom u samom tiskarskom stroju (CTP tehnologija). Najčešće je u obliku valjka, ali i u obliku ploče, a presvučena je tankim slojem bakra (do 200 μm). Sastoji se od mnoštva u redove posloženih udubina (tzv. posudica) koji su kod klasičnog bakrotiska jednake površine, ali različite dubine, što omogućava različiti nanos boje na otisku, čime se kvalitetno otiskuju višetonske reprodukcije. Za razliku od klasičnog, u autotipijskom bakrotisku tiskovni su elementi jednake dubine, a različite površine i on se koristi kod tiska višebojnih reprodukcija. Najveća dubina tiskovnih elemenata iznosi 50 do 60 μm. Nanošenjem na tiskovnu formu, osim u udubljene tiskovne elemente, tiskarska se boja prihvaća i na slobodne površine s kojih se skida s pomoću rakela (nož, zapravo oštra čelična ploča), nakon čega se vrši postupak otiskivanja na tiskovnu podlogu.
Bakrotiskom se dobivaju kvalitetne reprodukcije višetonskih izvornika, međutim, reprodukcije crteža i slova slabije su kvalitete. Zbog visoke cijene izrade tiskovne forme, isplativ je na velikim nakladama, stoga je danas sve rjeđe u uporabi, i to najviše za tisak savitljive ambalaže i tapeta.